# Caño Negro (distrito)
Caño Negro es un distrito del cantón de Los Chiles, en la provincia de Alajuela, de Costa Rica.
En el distrito se ubica el refugio nacional de vida silvestre Caño Negro, una importante área de protección de humedales y especies silvestres.

## Ubicación
La cabecera es la villa de Caño Negro, ubicada a unos 60 km al suroeste de Los Chiles. Se encuentra a orillas de la laguna del mismo nombre (una de las mayores del país), la cual consiste de un humedal de escasa profundidad; cuenta con una extensión de 800 ha y desagua en el río Frío y su tributario el río Mónico.

## Geografía
Caño Negro cuenta con un área de 301,27 km² y una altitud media de 30 m s. n. m.

## Demografía
Para el año 2022, Caño Negro cuenta con una población estimada de 2341 habitantes, y para el último censo efectuado, en 2011, Caño Negro contaba con una población de 1808 habitantes.

## Localidades
- Poblados: Aguas Negras, Islas Cubas, Nueva Esperanza, Pilones, Playuelas, Porvenir, San Antonio, San Emilio, Veracruz.

## Transporte

### Carreteras
Al distrito lo atraviesan las siguientes rutas nacionales de carretera:
- Ruta nacional 138
- Ruta nacional 139